# Francis Tresham
Pour les articles homonymes, voir Tresham.
Sir Francis Tresham, né vers 1567 et mort le 23 décembre 1605, était un membre du groupe d'anglais catholiques qui ont planifié la Conspiration des poudres en 1605, c'est-à-dire un complot visant à assassiner le roi Jacques Ier d'Angleterre.

## Le complot contre le roi Jacques Ier
De nombreux historiens soupçonnent Francis Tresham d'être le conspirateur qui a écrit la lettre révélant l'existence de la Conspiration des poudres. Lors de son recrutement au sein du complot,  il se serait souvenu que son beau-frère (Sir Monteagle) travaillait au Parlement ce jour-là et lui aurait écrit une lettre anonyme pour l'informer du danger, sans révéler le plan exact. Cette hypothèse historique, bien que fort séduisante, n'a toutefois jamais été confirmée à ce jour. 

## Dans la culture populaire
- Dans la série Gunpowder, son personnage est interprété par Martin Lindley.